# Лопари (деревня)
Лопари — деревня в Слободском районе Кировской области в составе Шестаковского сельского поселения.

## География
Находится в северной части района на расстоянии менее 1 км на восток от села Лекма.

## История
Известна с 1873 года, когда здесь (деревня Большое Подгорье или Лопари) было учтено дворов 10 и жителей 67, в 1905 8 и 53, в 1926 11 и 57, в 1950 9 и 24, в 1989 оставался 21 постоянный житель . 

## Население
Постоянное население  составляло 27 человек (русские 100%) в 2002 году, 19 в 2010.